# Alessandro Stefanutto
Alessandro Stefanutto é um político brasileiro filiado ao Partido Democrático Trabalhista (PDT). Foi presidente do  Instituto Nacional do Seguro Social (INSS) e procurador-geral federal especializado junto ao INSS.

## Biografia
Foi graduado em Direito pela Universidade Mackenzie e mestre em Gestão e Sistema de Seguridade Social pela Universidade de Alcalá.
Trabalhou no Tribunal de Justiça de São Paulo (TJ-SP) e como técnico na Receita Federal, e exerceu atividades junto a Consultoria Jurídica do Ministério da Ciência e Tecnologia.
Antes de se filiar ao PDT, foi filiado ao Partido Socialista Brasileiro (PSB).

## Presidência do INSS
Assumiu a presidência do INSS em julho de 2023, nomeado pelo ministro da previdência Carlos Lupi. Foi afastado do cargo da presidência pela justiça, após a Polícia Federal do Brasil (PF) e a Controladoria-Geral da União (CGU) deflagrarem a operação que identificou o escândalo da fraude bilionária no INSS.  Em 23 de abril de 2025 foi exonerado do cargo por determinação do presidente Lula.
No dia 04 de junho de 2025 o jornal O Globo, apurou que a PF conseguiu desbloquear a nuvem de Stefanutto, conhecido no esquema como "italianinho".